# Édouard Kutter (1887)
Édouard Frédéric Henri Kutter, més conegut com a Édouard Kutter, (Ciutat de Luxemburg, 8 de maig de 1887 - Ciutat de Luxemburg, 3 de novembre de 1978) fou un fotògraf luxemburguès, que va establir un estudi en la seva ciutat natal l'any 1883.
Edouard Kutter era el més gran de quatre fills. El seu germà, Joseph Kutter (1894-1941), es va convertir en un dels pintors més importants de Luxemburg, mentre que Bernard (1889 - 1961) també va ser fotògraf. El seu tercer germà va ser Paul Kutter jr. (1899-1941) i en quart lloc, la seva germana Catalina Louise Marie (1891-1958). Edouard va començar a treballar com a aprenent amb el seu pare Paul Kutter, també fotògraf en 1898, abans d'estudiar fotografia en alguns dels estudis més desenvolupats a Alemanya i Àustria.
Kutter va regressar a Luxemburg una mica abans de la Primera Guerra Mundial. Després de gestionar una branca del negoci del seu pare durant uns mesos el 1917, l'any 1918 va obrir el seu propi estudi a l'Avenue de la Liberté núm. 4. El mateix any, la Gran Duquessa Maria Adelaida li va donar el títol de fotògraf de la cort. Com a resultat d'això, va prendre moltes fotografies de la família del Gran Ducat, que es poden veure avui a la Fototeca de Ciutat de Luxemburg.
Edouard Kutter va morir a la Ciutat de Luxemburg el 3 de novembre de 1978, deixant un fill, Édouard Kutter Jr., qui també es va convertir en fotògraf de la cort.